# Sarah Knafo
Sarah Knafo (Les Pavillons-sous-Bois, 24 de abril de 1993) es una magistrada francesa, miembro del Tribunal de Cuentas, funcionaria pública, autora y política. Fue elegida miembro del Parlamento Europeo en 2024.

## Biografía
Knafo nació en Les Pavillons-sous-Bois en el seno de una familia de ascendencia judía magrebí que tenía raíces en Argelia y Marruecos. Sus abuelos se mudaron a Francia a raíz de la Guerra de los Seis Días en respuesta al auge del nacionalismo árabe en el norte de África. Su madre trabaja como hipnoterapeuta y su padre es un hombre de negocios. Knafo se mudó a París cuando era adolescente.

### Carrera
Knafo se graduó con un título en administración pública en Sciences Po después de un Bachillerato en 2011 y luego en economía y ciencias políticas en la Sorbona en 2014. Durante sus estudios, trabajó como pasante en la embajada francesa en Libia (en ese momento se trasladó a Túnez).  Durante ese tiempo, también llevó a cabo investigaciones sobre las rutas de inmigración ilegal desde África hacia Europa. En 2020, comenzó a trabajar como funcionaria en Sena-Saint Denis y se convirtió en magistrada.
En 2021, L'Express informó que había estado asesorando a Éric Zemmour, un amigo de su familia, para su candidatura a las elecciones presidenciales francesas de 2022.  La revista L'Obs también afirmó que había facilitado reuniones entre Zemmour y Nicolas Dupont-Aignan, así como entre Laurent Wauquiez y Marion Maréchal.  En octubre de 2021, fue nombrada como una de las directoras de campaña de Zemmour para su candidatura presidencial y su partido Reconquête. El 3 de octubre de 2024, la fiscalía de París cerró la denuncia por "difusión de noticias falsas" presentada por el Estado argelino después de que Sarah Knafo afirmara que Argelia recibía 800 millones de euros al año en ayuda al desarrollo de Francia.

## Vida personal
Knafo tuvo anteriormente una relación con Louis Sarkozy, el hijo del expresidente Nicolas Sarkozy.   En enero de 2022, Éric Zemmour informó al público que Knafo es su pareja romántica.  En cuanto a sus creencias, Knafo se ha descrito a sí misma como judía pero influenciada por la cultura cristiana.